# پائولو فراندو
پائولو فراندو (ایتالیایی: Paolo Ferrando؛ زادهٔ ۳۱ اوت ۱۹۴۱) بازیکن واترپلو اهل ایتالیا بود. وی در بازی‌های المپیک تابستانی ۱۹۶۸ شرکت کرده‌است.